# George de Relwyskow
George Frederick William de Relwyskow (Kensington, Londres, 18 de juny de 1887 - Leeds, West Yorkshire, 9 de novembre de 1942) va ser un lluitador anglès que va competir a primers del segle xx.
El 1908 va disputar els Jocs Olímpics de Londres, on guanyà la medalla d'or de la categoria del pes lleuger de lluita lliure, després de guanyar la final contra el també britànic William Wood. En la categoria del pes mitjà guanyà la plata en perdre la final contra Stanley Bacon.
El 1907 i 1908 va guanyar els campionats britànics de pes lleuger i mitjà i fins als Jocs de 1976 va mantenir el rècord de ser el lluitador més jove en guanyar una medalla d'or en uns Jocs Olímpics.